# Грамотушка
Грамотушка — опустевшая деревня в Сунском районе Кировской области в составе  Большевистского сельского поселения.

## География
Находится на расстоянии примерно 12 км по  прямой на север от районного центра поселка  Суна.

## История
Известна была с 1678 года как починок  над речкой Грамотушкой с 1 двором,  в 1764 здесь (уже деревня) проживало 85 монастырских крестьян (Успенского Трифонова монастыря). В 1873 году здесь учтено было дворов 24 и жителей 139, в 1905 22 и 130, в 1926 32 и 103, в 1950 24 и 99. В 1989 году оставалось 18 постоянных жителей. 

## Население
Постоянное население  не было учтено как в 2002 году, так и в 2010.